# 명랑특급
《박영진, 박지선의 명랑특급》은 박영진, 박지선의 진행으로 SBS 러브FM에서 종영방송 된 프로그램이다. 2015년 11월 1일 자로 3년 만에 폐지되었다.

## 매일코너
- 사연대필! - 말만하쇼, 사연쇼!
- 제목을 이어봐
- 나의 사연

### 요일 코너
- 월요일 : 남상일의 갑을가
- 화요일 : 민심탐방, 여보세요?
- 수요일 : 응답하라, 김일병!
- 목요일 : 그것이 알고 싶다면 무엇이든 물어보세요!
- 금요일 : 금요일에 만나요!
- 토요일 : 토요일엔 장학퀴즈

| SBS 러브FM              |                           |                      |
| 이전                    | 박영진, 박지선의 명랑특급 | 다음                 |
| 유영재의 가요쇼         | 박영진, 박지선의 명랑특급 | SBS 8 뉴스           |
| 오후 4시 5분 ~ 저녁 6시 | 저녁 6시 5분 ~ 밤 8시     | 밤 8시 ~ 밤 8시 30분 |
|                         |                           |                      |